# Terriglobus roseus
 (mai 2023).
La mise en forme du texte ne suit pas les recommandations de Wikipédia : il faut le « wikifier ».
Les points d'amélioration suivants sont les cas les plus fréquents. Le détail des points à revoir est peut-être précisé sur la page de discussion.
- Les titres sont pré-formatés par le logiciel. Ils ne sont ni en capitales, ni en gras.
- Le texte ne doit pas être écrit en capitales (les noms de famille non plus), ni en gras, ni en italique, ni en « petit »…
- Le gras n'est utilisé que pour surligner le titre de l'article dans l'introduction, une seule fois.
- L'italique est rarement utilisé : mots en langue étrangère, titres d'œuvres, noms de bateaux, etc.
- Les citations ne sont pas en italique mais en corps de texte normal. Elles sont entourées par des guillemets français : « et ».
- Les listes à puces sont à éviter, des paragraphes rédigés étant largement préférés. Les tableaux sont à réserver à la présentation de données structurées (résultats, etc.).
- Les appels de note de bas de page (petits chiffres en exposant, introduits par l'outil «  Source ») sont à placer entre la fin de phrase et le point final[comme ça].
- Les liens internes (vers d'autres articles de Wikipédia) sont à choisir avec parcimonie. Créez des liens vers des articles approfondissant le sujet. Les termes génériques sans rapport avec le sujet sont à éviter, ainsi que les répétitions de liens vers un même terme.
- Les liens externes sont à placer uniquement dans une section « Liens externes », à la fin de l'article. Ces liens sont à choisir avec parcimonie suivant les règles définies. Si un lien sert de source à l'article, son insertion dans le texte est à faire par les notes de bas de page.
- La présentation des références doit suivre les conventions bibliographiques. Il est recommandé d'utiliser les modèles {{Ouvrage}}, {{Chapitre}}, {{Article}}, {{Lien web}} et/ou {{Bibliographie}}. Le mode d'édition visuel peut mettre en forme automatiquement les références.
- Insérer une infobox (cadre d'informations à droite) n'est pas obligatoire pour parachever la mise en page.

Pour une aide détaillée, merci de consulter Aide:Wikification.
Si vous pensez que ces points ont été résolus, vous pouvez retirer ce bandeau et améliorer la mise en forme d'un autre article.
Espèce
Terriglobus roseus est une bactérie appartenant à la sous-division 1 du phylum Acidobacteriota, et est étroitement liée aux genres Granulicella et Edaphobacter. T. roseus a été la première espèce reconnue dans le genre Terriglobus en 2007. Cette espèce bactérienne est extrêmement abondante et diversifiée dans les sols agricoles. T. roseus est un bacille Gram négatif aérobie dépourvu de mobilité. Cette bactérie peut produire des substances polymériques extracellulaires (EPS -extracellular polymeric substances) pour former un biofilm ou matrice extracellulaire et ainsi se protéger de l'environnement extérieur et communiquer avec les cellules voisines. Sa souche type est KBS 63.
Comme son nom l'indique, sur milieu solide, les colonies bactériennes produisent une pigmentation rose, indiquant la présence de caroténoïdes. T. roseus se développe mieux à température ambiante (23 °C) dans un milieu liquide appelé R2B, contenant des peptones, des acides casamino, de l'extrait de levure, du glucose, de l'amidon soluble, du pyruvate de sodium et des sels inorganiques. Bien que T. roseus se trouve dans des environnements de sol et de sédiments, il est très difficile de cultiver Acidobacteriota en laboratoire. Le pH optimal pour la croissance de cette espèce est de 6, mais cette espèce peut survivre dans des conditions plus acides, jusqu'à un pH 5.

## Écologie
T. roseus, commun à tous les Acidobacteriota, est omniprésent dans les sols pauvres et est largement répandu dans tout type de sol. Sa grande abondance dans les sols agricoles suggère que T. roseus joue un rôle essentiel dans le cycle des nutriments. La capacité de T. roseus à produire de l'EPS offre de nombreux avantages possibles à cette bactérie et à son environnement proche. La production de biofilms peut aider à protéger T. roseus et d'autres organismes vivant dans la matrice extracellulaire, à collecter de l'eau et des nutriments environnant pour une accessibilité plus facile, et cela pourrait potentiellement jouer un rôle dans la formation d'agrégats de sol, ce qui permettrait une plus grande circulation d'eau et d'air à travers le biofilm communautaire.

## Métabolisme
T. roseus est une bactérie aérobie catalase positive et oxydase négative . Bien que ces bactéries soient aérobies, T. roseus est capable de survivre à des concentrations atmosphériques aussi faibles que 2 % d'oxygène. Ces bactéries sont chimio-organotrophes, c'est-à-dire qu'elles créent de l'énergie en oxydant la matière organique, ce qui les rend polyvalentes en termes de génération d'énergie. Il a été découvert que T. roseus oxyde le glucose, le fructose, le galactose, le mannose, le xylose, le saccharose, le maltose, l'arabinose, le cellobiose et de nombreux autres composés organiques. Cependant, T. roseus est incapable d'utiliser le mannitol, le carboxyméthylcellulose, l'acétate de sodium, le pyruvate de sodium ou les monomères de composés de lignine.
En laboratoire, des études ont montré que T. roseus a peut se développer dans des conditions particulière comme à des fortes teneurs de dioxyde de carbone, avec une disponibilité réduite des nutriments et des sources de carbone, ou avec des substrats polymères supplémentaires pour induire la croissance et l'activité enzymatique, comme le xylane et le chitosane. T. roseus a un taux de croissance lent, ce qui suggère que ces bactéries sont des micro-organismes oligotrophes.

## Caractéristiques génomiques
Le génome de T. roseus compte près de 5,25 millions de paires de bases avec une teneur en GC de 60 %. Son génome a un pourcentage de séquences répétées à 18 % de tout l'ADN. T. roseus a deux copies de son ARN ribosomal 16S, ce qui suggère que T. roseus est un oligotrophe, en plus de son taux de croissance lent et de ses faibles sources de nutriments.
Aujourd'hui des recherches supplémentaires sont encore nécessaires pour mieux comprendre comment les Acidobacteriota comme T. roseus contribuent à l'environnement qui les entoure.